# خلیج سالدانیا
خلیج سالدانیا (انگلیسی: Saldanha Bay), (آفریکانس: Saldanhabaai) یک بندرگاه در سواحل جنوب‌غربی آفریقای جنوبی است. شهر ساحلی واقع در کرانه شمالی این خلیج، که آن نیز سالدانیا نام دارد، در سال ۲۰۰۰ همراه با پنج شهر دیگر در قالب شهرداری محلی خلیج سالدانیا ادغام شد. جمعیت کنونی این شهرداری حدود ۷۲٬۰۰۰ نفر برآورد می‌شود.
نام این مکان در نخستین نسخه از اثر جان لاک به نام دو رساله درباره حکومت به‌عنوان مثالی از «وضع طبیعی» ذکر شده است.
موقعیت جغرافیایی خلیج سالدانیا آن را به بهشتی برای علاقه‌مندان به ورزش‌های آبی تبدیل کرده و اقتصاد محلی آن وابستگی زیادی به ماهی‌گیری، برداشت صدف، فرآوری محصولات دریایی، صنعت فولاد و بندرگاه دارد. افزون بر این، بندر امن آن نقشی کلیدی در پروژه انتقال سنگ‌آهن «سیشن–سالدانیا» (از طریق خط‌آهن سیشن–سالدانیا) ایفا می‌کند، جایی که شرکت فولاد سالدانیا در مرکز توجه قرار دارد.

## جغرافیا
خلیج سالدانیا در حدود ۱۰۵ کیلومتر (۶۵ مایل) شمال باختری کیپ‌تاون واقع شده است. این خلیج با جهت‌گیری جنوب‌غربی، ۱۱ کیلومتر طول و ۱۲ کیلومتر عرض دارد. تالاب لانگ‌ابان، شاخه جنوب‌شرقی این خلیج، از گوشه جنوب‌شرقی خلیج داخلی به‌سمت جنوب‌شرق به‌طول ۱۴ کیلومتر امتداد می‌یابد.

## تاریخ
نام خلیج سالدانیا برگرفته از نام آنتونیو د سالدانیا، ناخدای یکی از کشتی‌های ناوگان آلفونسو دو آلبوکرکی است که در سال ۱۵۰۳ به آفریقای جنوبی سفر کرد. این نام ابتدا به خلیج تیبل داده شده بود، جایی که کشتی سالدانیا برای نخستین بار لنگر انداخت. با تغییر نام خلیج تیبل (میزکوه) به نام کنونی‌اش در سال ۱۶۰۱، نام قدیمی به خلیج امروزی سالدانیا منتقل شد.
در سال ۱۷۸۱، یک اسکادر بریتانیایی به فرماندهی کومودور جورج جانستون شش کشتی هلندی هند شرقی را در این خلیج به تصرف درآورد؛ کشتی‌هایی که برای در امان ماندن از حمله احتمالی به کیپ‌تاون، در این منطقه پناه گرفته بودند. این اقدام، تنها دستاورد اعزامی بریتانیا برای تصرف کیپ‌تاون در جریان جنگ چهارم انگلو–هلندی (۱۷۸۱–۱۷۸۳) در آفریقای جنوبی بود.
دیپلمات ادموند رابرتز در سال ۱۸۳۳ از این خلیج بازدید کرد. او نوشت که این منطقه «از بادهای شدید به‌خوبی در امان است، عمق آب کافی دارد، اما سرزمین اطرافش بسیار شنی است و به کشاورزی توجه چندانی نمی‌شود؛ تنها شمار اندکی گاو و گوسفند در میان پوشش گیاهی کم‌پشت پرورش می‌یابند». او منطقه را به‌جز حضور نهنگ‌ها در برخی نقاط خلیج، کم‌رخداد توصیف کرد.
خلیج سالدانیا همچنین میزبان چندین کارخانه کنسروسازی ماهی است. شناخته‌شده‌ترین آن‌ها «شرکت کنسروسازی خلیج سالدانیا» است که در سال ۱۹۰۵ توسط جیمز کس‌نر و الیس سیلورمن بنیان‌گذاری شد.
با داشتن پیشینه‌ای نظامی، خلیج سالدانیا میزبان یک پایگاه آموزشی نیروی دریایی و آکادمی نظامی آفریقای جنوبی نیز هست. ذخیره‌گاه طبیعی «SAS Saldanha» در فصل‌های پایانی زمستان و بهار چشم‌انداز زیبایی از گل‌های وحشی ارائه می‌دهد و نهنگ صاف جنوبی نیز در این زمان‌ها به این آب‌ها بازمی‌گردد. این منطقه آب‌وهوایی مدیترانه‌ای دارد، ولی بارندگی سالانه در آن کم است و به منطقه بیابانی ناماکوآلند نزدیک می‌شود.

## وضعیت کنونی
بندر سالدانیا تنها در سال‌های اخیر به یک بندرگاه نوین تبدیل شد؛ زمانی که نیاز به تسهیل صادرات سنگ‌آهن از کیپ شمالی به‌وجود آمد. این امر مستلزم ساخت خط‌آهنی به طول بیش از ۸۰۰ کیلومتر تا معادن سیشن در کیپ شمالی و ساخت اسکله‌ای آب‌عمیق در خلیج سالدانیا برای پذیرش کشتی‌های باری بزرگ کیپ-سایز بود.

## نگارخانه

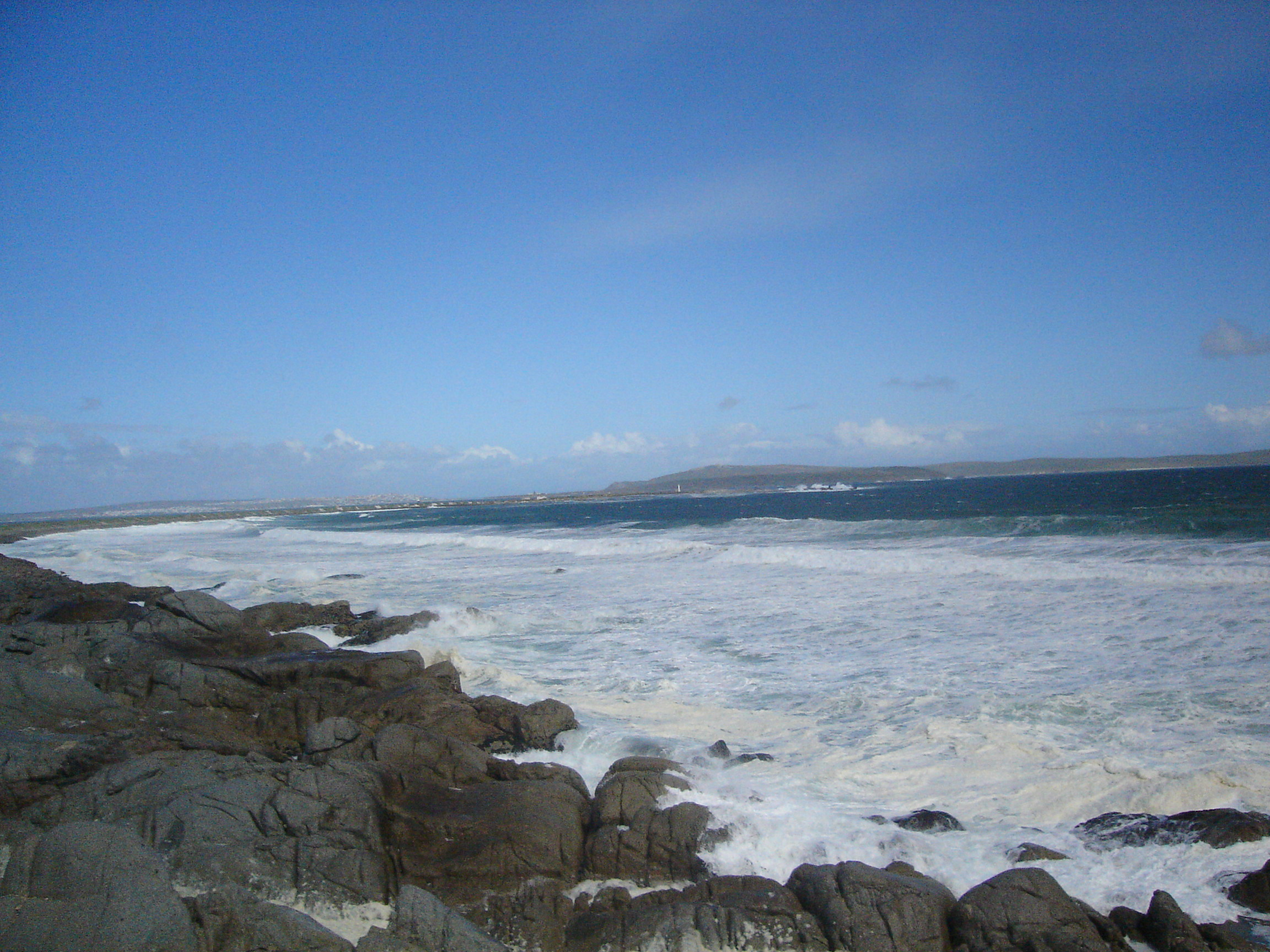
خلیج بیرونی با امواج کوبنده بر ساحل
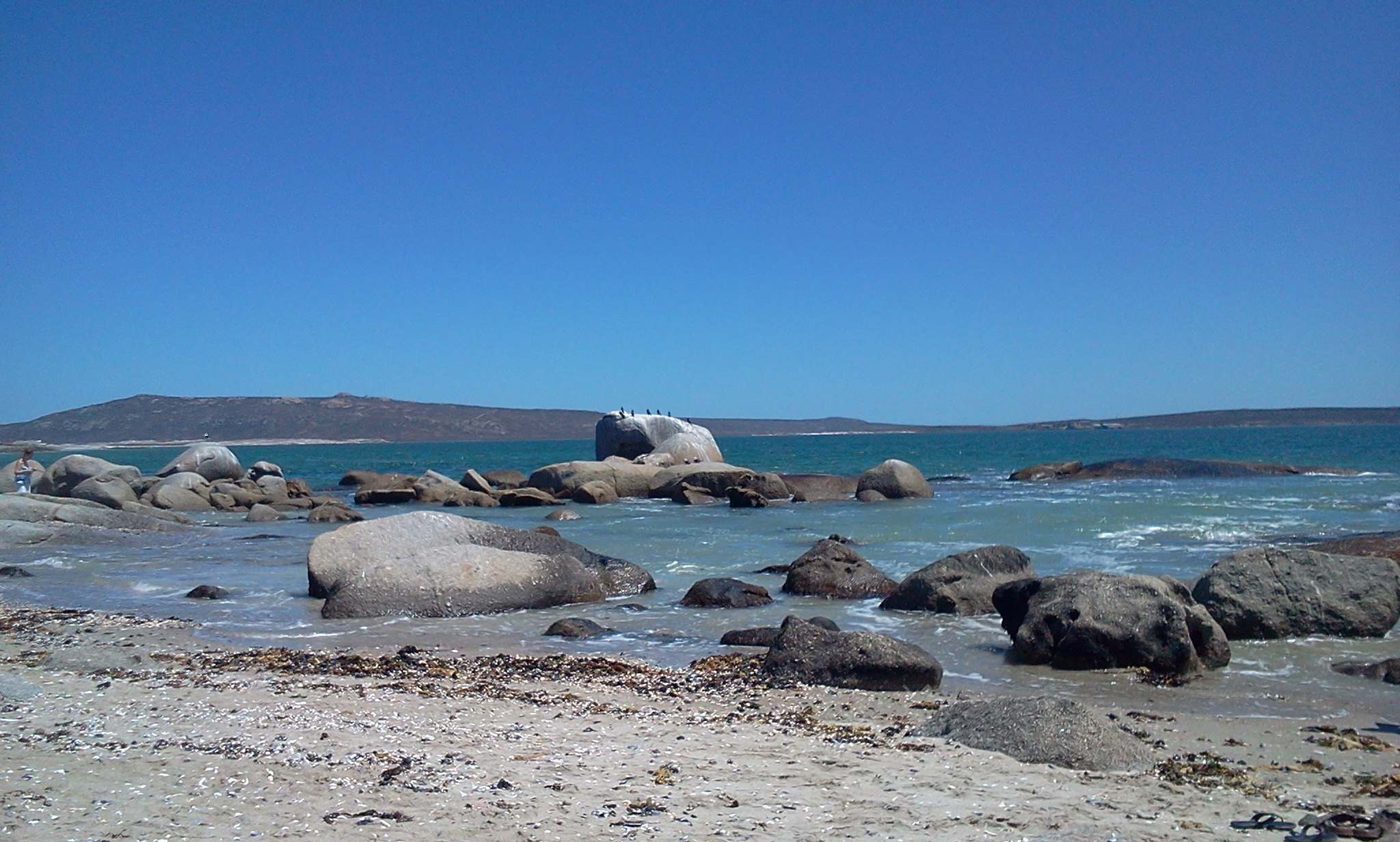
نمایی از خلیج داخلی از سمت لانگ‌ابان
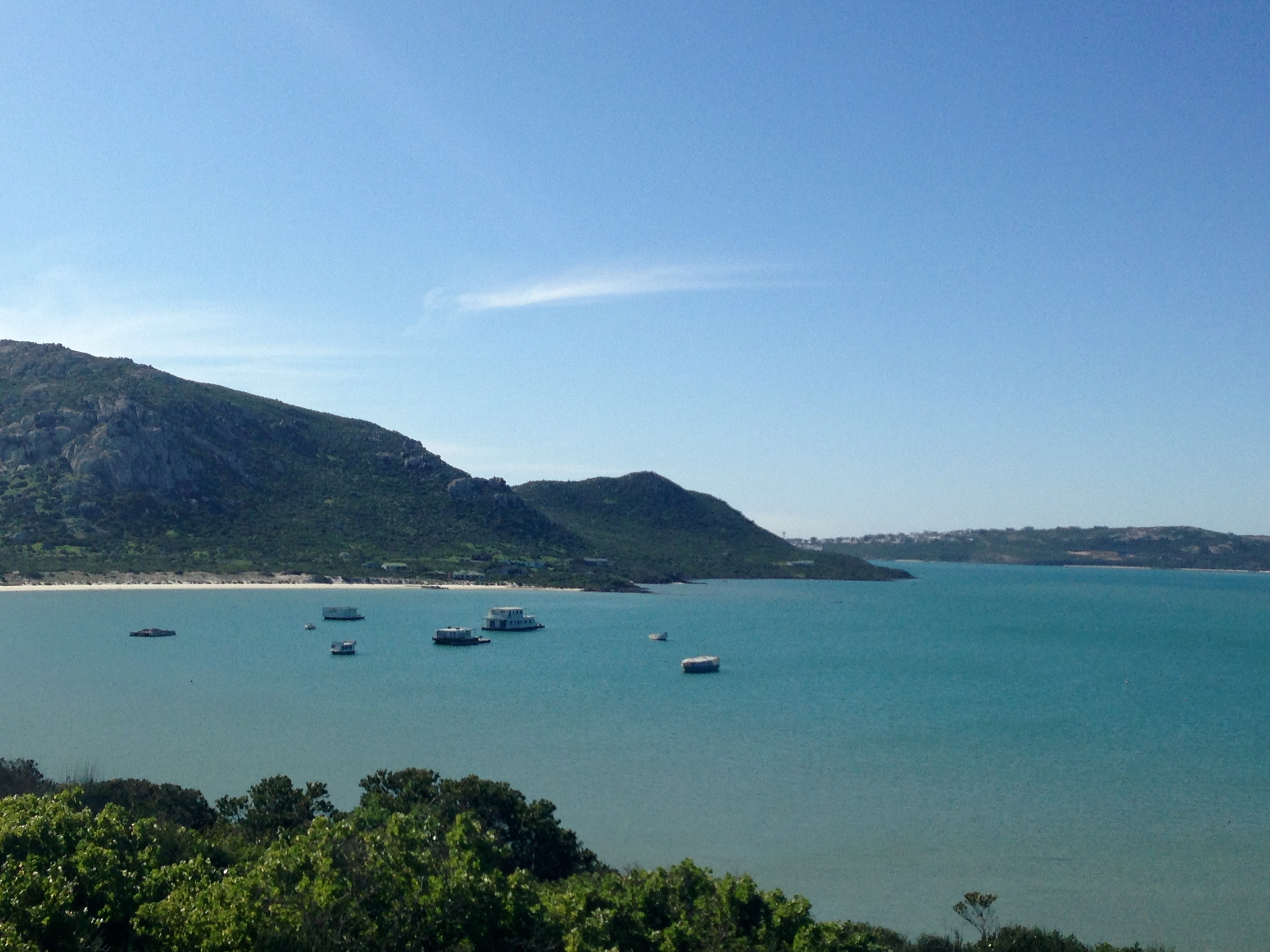
نمایی از تالاب لانگ‌ابان
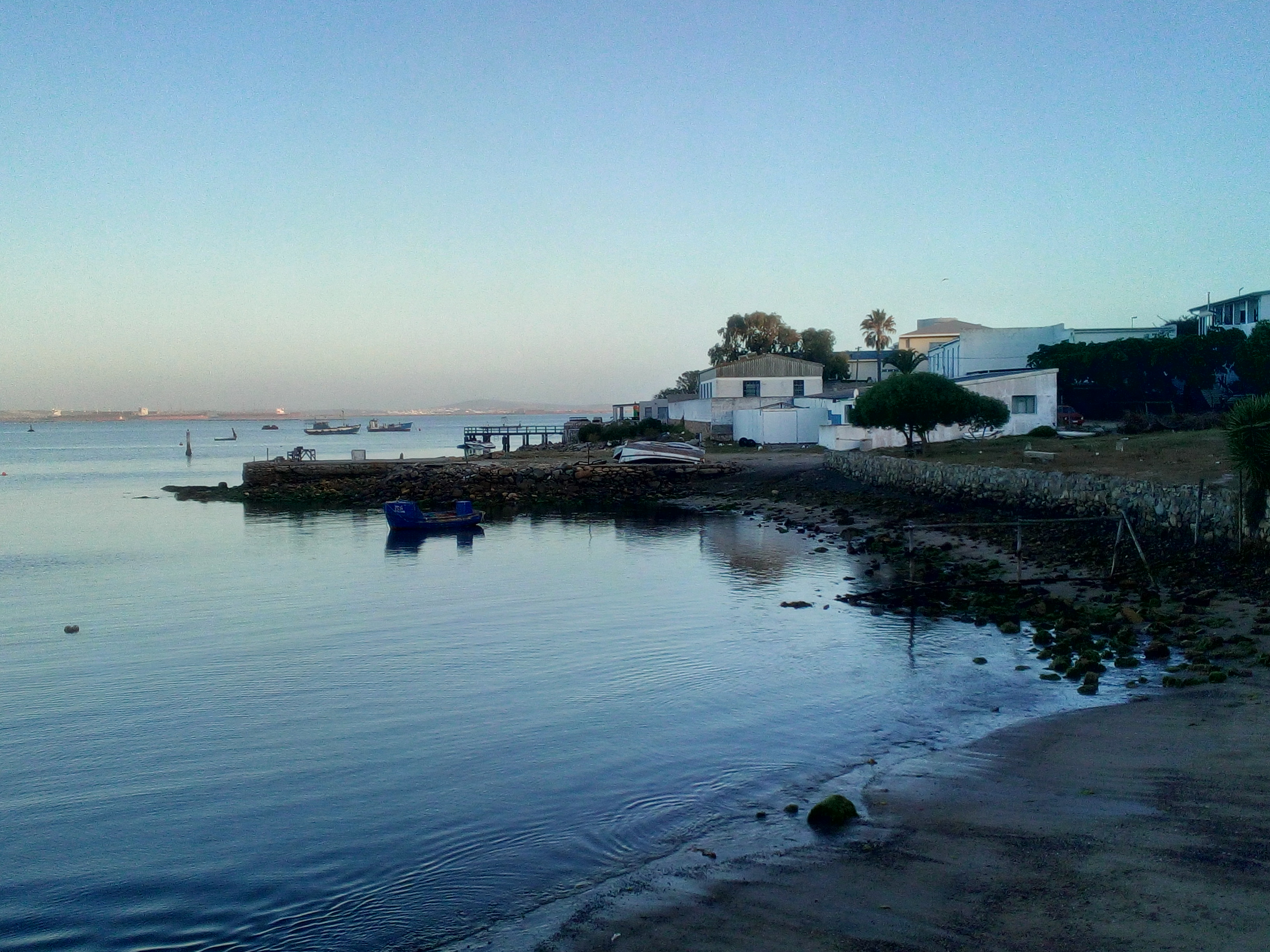
خانه ماهی‌گیری واقع در مرکز خلیج